# لا میرادا (کالیفرنیا)
لا میرادا (به انگلیسی: La Mirada) شهری در شهرستان لس‌آنجلس، کالیفرنیا ایالت کالیفرنیا است که در سرشماری سال ۲۰۱۰ میلادی، ۴۸۵۲۷ نفر جمعیت داشته است.